# 戴花
戴花（Makybe Diva、1999年3月21日出生）是一匹在英國出世，後來運往澳大利亚的競赛马匹，最為著名是曾赢得三次墨爾本盃（2003年、2004年和2005年），成为首匹赢得三屆墨爾本盃的馬匹。2004年8月前由賀賢訓練，後來交由菲特文訓練，此駒主要由薄奇能策騎。

## 出賽前
戴花的馬名是來自馬主Tony Šantić所經營的吞拿魚公司的五名女性職員的名字（Maureen、Kylie、Belinda、Diane以及Vanessa），1999年在英國透過馬販John Foote以6萬堅尼購入正在懷孕的戴花母親Tugela，在出生後戴花仍然留在英國，曾經在新市場的拍賣會拍賣，但無人出價，直到2000年8月才運到澳洲。

## 競賽生涯

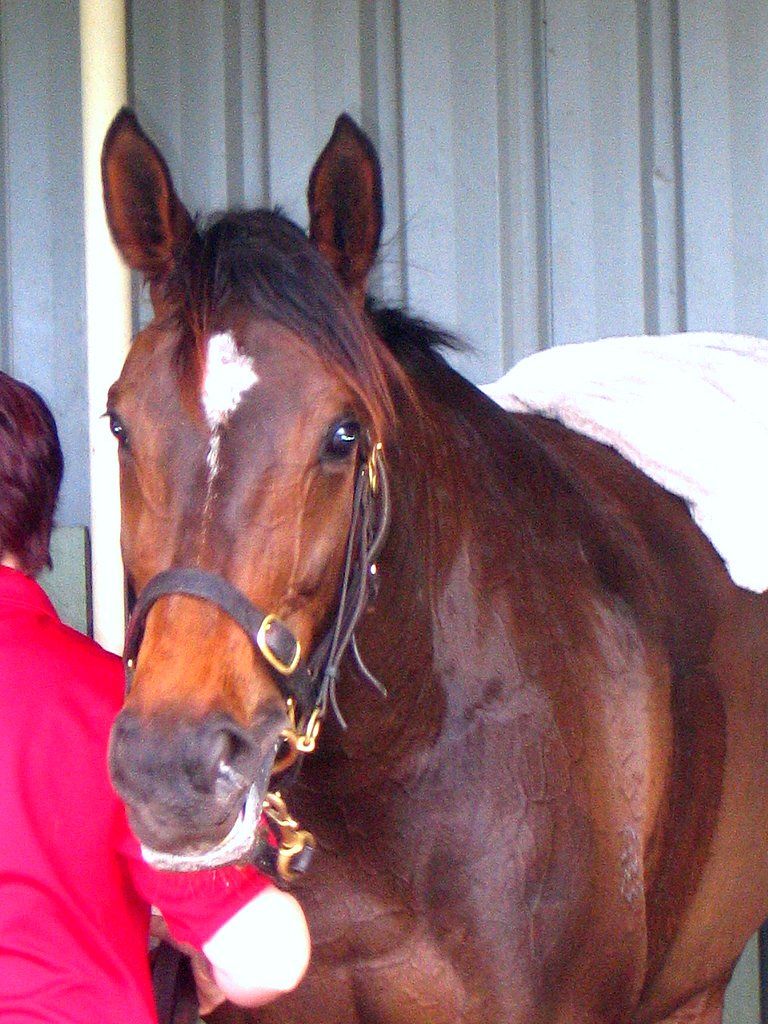
马匹戴花（摄于2010年）

### 2002-03年度
按南半球馬齡計算，戴花是比較吃虧，因為南半球馬齡在8月1日加一歲，結果戴花在2002年7月29日才出道（在轉換四歲前），結果跑第四名而回。8月13日增程1600米勝出首場處女馬賽。之後在兩個城鎮馬場取得兩場勝利。10月3日在考菲爾德的城市馬場上陣，結果在柏寶策騎下取得了四連勝，其後勝出一場錦標賽後，於11月9日勝出2500米的女皇伊利沙伯錦標。
在春季賽期後，於秋季賽期只是在維多利亞省角逐兩場公開讓賽，但兩場皆落第而回。

### 2003-04年度
在出戰墨爾本盃前，戴花在8月開始從未勝出一場賽事，雖然賽事的難度不斷增加，但是戴花仍然維持穩定的表現。在兩場較普通的錦標賽跑第四後，接著在東寶錦標與及考菲爾德盃以第四名完成。接著在墨爾本盃以次熱門身份角逐，改由薄奇能策騎，賽事上戴花一直留後，於最終直路發力超越對手取得首次墨爾本盃的勝利。
在秋季的賽事戴花在多個重要賽事殺入位置，包括了蘭域錦標以及寶馬錦標，終於在四月的悉尼盃以大熱門取得勝出。在2004年後賀賢因接受香港賽馬會邀請，前往香港練馬，戴花改由菲特文訓練。

### 2004-05年度
2004年戴花首先在費漢錦標以第二名完成，之後在考菲爾德盃在排18檔的不利情況下以第2名完成。在墨爾本盃被捧成大熱門下取得第二度取得勝利。
戴花在2月復出，首先在兩場賽事以第七及第二名完成，接著在平磅賽澳洲盃中取勝，一星期後出戰賽馬錦標取得兩連勝。戴花挾著這股氣勢出征日本，2005年4月在公開賽四月錦標中以第七名完成後，再角逐日本最高榮譽的大長途賽事春季天皇賞，在被捧成次熱門下，面對過快的馬場戴花仍然不能適應，結果只能以第七名完成。兩場在日本賽事無功而還後，戴花返回澳洲休息。

### 2005-06年度
8月27日在金仕芬策騎下勝出二級賽文西錦標，之後在拿督陳振南錦標中以馬鼻位見負。其後勝出東寶錦標，接著以勝出澳洲最高榮譽的平磅賽覺士盾。在10天後的墨爾本盃，背負58公斤（約128磅）是全場負磅最重的參戰馬。在賽事發生小風波，戴花因嫌場地太快一度拒絕參賽，之後馬場進行灑水，戴花才宣佈出賽。在該賽事於最後300米超越了前領集團順利帶出，以1-1/4個馬位奪冠。成為史上第十四匹雌馬勝出墨爾本盃，同時是史上唯一一匹三勝墨爾本盃的賽駒。
練馬师菲特文说，“在馬场找个最小的小孩，因为他是唯一可能在未来见证这种三连冠产生的唯一一个人。”在頒獎儀式上，馬主及練馬師宣佈戴花退役，不會參與任何賽事。之後因墨爾本盃的勝利，成為了澳洲馬王。

## 退役後
戴花在新南威爾斯州古摩亞育馬場投入繁殖生涯後，牠的首胎是天文學家，2007年8月17日順利誕生。第二胎是來自靈駒，誕下了一頭雌馬。接著第二胎是來自拿高。原定第四胎是More Than Ready，但未能成功受孕。2010年改為與白金礦交配，2011年8月16日誕下了一頭雄駒。

## 外部連結
- 血統表 （页面存档备份，存于）
- 詳盡賽績[]